# Мушельвиц

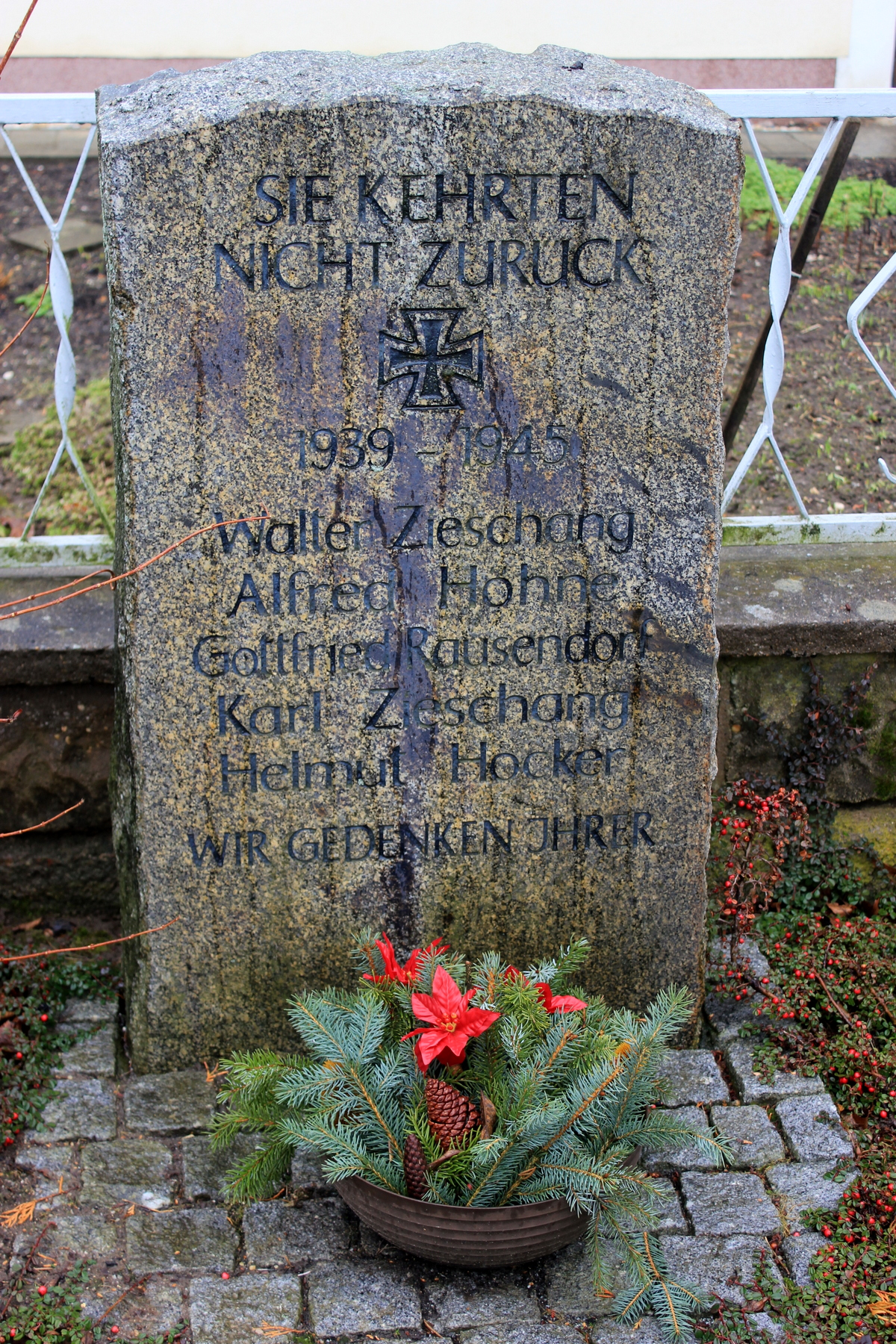
Памятник погибшим во время Второй мировой войны

Му́шельвиц или Мы́шецы (нем. Muschelwitz; в.-луж. Myšecyо файле) — деревня в Верхней Лужице, Германия. Входит в состав коммуны Гёда района Баутцен в земле Саксония. Подчиняется административному округу Дрезден.

## География
Находится на правом берегу реки Шварцвассер (Чорница).
Соседние деревни: на северо-западе — деревня Сульшецы, на востоке — деревня Лешава (входит в административные границы Будишина), на юго-востоке — деревня Дебишков и на юго-западе — деревня Пречецы.

## История
Впервые упоминается в 1088 году под наименованием Mislesovici.
С 1936 по 1994 года входила в состав коммуны Пришвиц. С 1974 года входит в современную коммуну Гёда.
В настоящее время деревня входит в состав культурно-территориальной автономии «Лужицкая поселенческая область», на территории которой действуют законодательные акты земель Саксонии и Бранденбурга, содействующие сохранению лужицких языков и культуры лужичан.
Исторические немецкие наименования:
- Mislesovici, 1088
- Misseslewiz, 1249
- Muzslesuwiz, Muszlecewicz, 1272
- Mißilswicz, 1466
- Mischelsitz, 1493
- Meißchelssitz ,1538
- Mischelwirtz, 1559
- Muschelwiz, 1757

## Население
Официальным языком в населённом пункте, помимо немецкого, является также верхнелужицкий язык.
Согласно статистическому сочинению «Dodawki k statisticy a etnografiji łužickich Serbow» Арношта Муки в 1884 году проживало 96 человек (из них — 94 серболужичанина (98 %)).
| 1834 | 1871 | 1890 | 1910 | 1925 | 2011 | 2016 |
| ---- | ---- | ---- | ---- | ---- | ---- | ---- |
| 86   | 92   | 100  | 100  | 96   | 93   | 82   |

## Достопримечательности
Памятники культуры и истории земли Саксония
- Памятник погибшим во время Второй мировой войны, около дома 8а, 1945 (№ 09254995)
- Жилое здание, крестьянский двор, д. 3, 3а, 1877 год (№ 09251518)
- Каменный дорожный указатель, XIX век (№ 09303822)
- Каменный дорожный указатель, около дома 19, XIX век (№ 09303823)
- Wohnstallhaus, д. 2, первая половина XIX века (№ 09252247)
- Wohnstallhaus, д. 5, 1820 год (№ 09252251)
- Wohnstallhaus eines Dreiseithofes, д. 13, 1800 год (№ 09252250)
- Wohnstallhaus, д. 14, 1820 год (№ 09252248)
- Школьное здание, д. 15, 1884 (№ 09252051)
- Строение для насосов, д. 28, 1900 год (№ 09303854)